# Петър Колев (БКП)
Вижте пояснителната страница за други личности с името Петър Колев.
Петър Колев Дочев е български земеделец, политик от БКП, заслужил деятел на селското стопанство.

## Биография
Роден е на 24 август 1919 г. в плевенското село Беглеж в земеделско семейство.
Работи селскостопански труд. От 1949 г. е член на БКП. Ръководител е на механизаторска бригада, с която през 1966 г. отглеждат 12 000 декара пшеница, царевица, слънчоглед, овес, ечемик и сорго. Поради това с указ № 211 от 23 март 1967 г. е обявен за герой на социалистическия труд на България. След това работи като специалист по инженерно-внедрителската дейност на АПК „9 септември“ в родното си село.
Кандидат-член е на ЦК на БКП в периода от 25 април 1971 до 5 април 1986 г.
Награждаван е с „Орден на труда“ – сребърен (1959), „Червено знаме на труда“ (1960), „Георги Димитров“ (1962), заслужил деятел на селското стопанство (1981).
Умира през 2008 година.